# Gustaf Strömberg
För andra betydelser, se Gustaf Strömberg (olika betydelser).
Gustaf Strömberg, född 1882, död 1962, svensk-amerikansk astronom.
Han var under åren 1916–1937 verksam vid Mount Wilson-observatoriet. Hans mest uppmärksammade undersökningar rörde stjärnornas rörelser. Han har även författat ett antal böcker, Man, Mind, and the Universe, Universums själ, Det eviga sökandet och Nya vidder, där han framlägger sina teorier om ett meningsfullt universum. 

## Eponym
- Strömbergs asymmetriska drift